# Абакан (град)
Абакан (рус. Абакан, хак. Ағбан) град је у Русији у Хакасији и главни је град те републике. Град припада Уст-Абаканском рејону Хакасије. Налази се у јужном делу средњег Сибира на ушћу реке Абакан у реку Јенисеј, 230 km југозападно од Краснојарска, а 4.218 km од Москве. Простире се на површини од 112 km². Према попису становништва из 2010. у граду је живело 165.183 становника.
Године 1675. близу ушћа реке Абакан изграђена је Абаканска тамница (Абаканск). Касније, Петар Велики ту прави тврђаву. Године 1780. изграђено је село Уст-Абаканско, од 1925. насеље Хакаск, а од 1931. град Абакан.
Абакан је административни, културни и научни центар републике Хакасије. Има аеродром, развијену металну, прехрамбену и текстилну индустрију. Ту се налази Хакашки државни универзитет, многи институти, мадицинска, педагошка и музичка школа, два позоришта, телевизијски центар, завичајни музеј и зоолошки врт. Паркови, скверови и булевари заузимају трећину градске површине. У центру је стари део града – село Уст-Абаканско. 

## Становништво
Према прелиминарним подацима са пописа, у граду је 2010. живело 165.183 становника, 14 (0,01%) мање него 2002.
| 1939.  | 1959.  | 1970.  | 1979.   | 1989.   | 2002.   | 2010.   |
| ------ | ------ | ------ | ------- | ------- | ------- | ------- |
| 36.652 | 56.416 | 90.136 | 128.311 | 154.092 | 165.197 | 165.214 |